# Arminou
Arminou (griechisch Αρμίνου) ist eine Gemeinde im Bezirk Paphos in der Republik Zypern. Bei der Volkszählung im Jahr 2021 hatte sie 31 Einwohner.
Die Hauptkirche von Arminou ist Agia Marina. Im Dorf befindet sich auch das aus der Mitte des 18. Jahrhunderts stammende Heilige Kloster von Timios Stavros.

## Name
Zur Herkunft des Namens Arminou gibt es 2 Versionen: Die erste Version verbindet die Benennung des Dorfes mit dem Namen des ersten Bewohners. Insbesondere hieß der erste Bewohner des Dorfes Arminos und daher wurde das Dorf Arminou genannt. Die zweite Version besagt, dass der Name mit der Ansiedlung von Armeniern in der Gegend in der byzantinischen Zeit verbunden ist.

## Lage und Umgebung

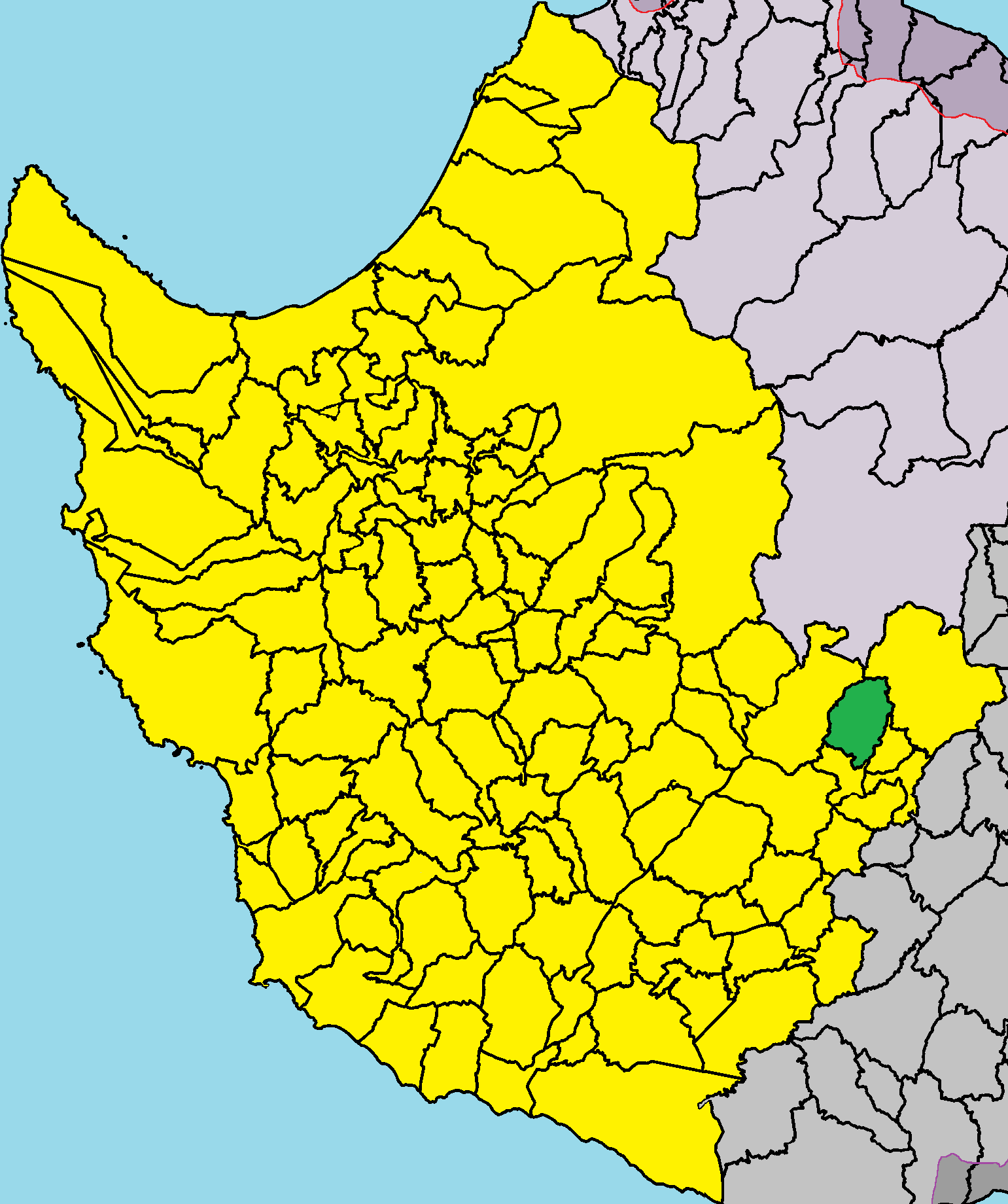
Lage im Bezirk Paphos

Arminou liegt im Osten vom Bezirk Paphos auf der Mittelmeerinsel Zypern auf einer Höhe von etwa 575 Metern, etwa 42 Kilometer nordöstlich von Paphos. Das 8,99058 Quadratkilometer große Dorf grenzt im Norden und Osten an Agios Nikolaos, im Süden und Südosten an Filousa Kelokedaron, im Süden und Südwesten an Mesana und im Westen und Norden an Agios Ioannis. Das Dorf kann über die Straße F617 erreicht werden. Im Osten des Ortes befindet der Fluss Dhiarizos der in und aus dem Arminou-Stausee fließt.
In Arminou gibt es Grünflächen mit Weinreben, Obstgärten mit Gemüse und Oliven und einen berühmten jahrhundertealten Olivenbaum.

## Bevölkerungsentwicklung
Die Bevölkerung von Arminos ist in den letzten Jahrzehnten zurückgegangen, hauptsächlich aufgrund der Urbanisierung. Die folgende Tabelle zeigt die Bevölkerung der Gemeinde, wie sie in den in Zypern durchgeführten Volkszählungen erfasst wurde.
| Jahr      | 1881 | 1891 | 1901 | 1911 | 1921 | 1931 | 1946 | 1960 | 1976 | 1982 | 1992 | 2001 | 2011 | 2021 |
| Einwohner | 207  | 271  | 270  | 306  | 379  | 397  | 486  | 250  | 148  | 106  | 48   | 26   | 24   | 31   |